# Piazza della Stazione (Firenze)
Piazza della Stazione, dominata dalla stazione di Firenze Santa Maria Novella, è una delle più grandi piazze di Firenze.

## Storia
Un tempo l'area era occupata dagli orti e da altri edifici dipendenti dal convento di Santa Maria Novella. Dal 1841 al 1848 venne deciso di usare quest'area per creare la Stazione Maria Antonia, seconda stazione fiorentina dopo la Stazione Leopolda, per garantire i collegamenti per Pistoia e Lucca.

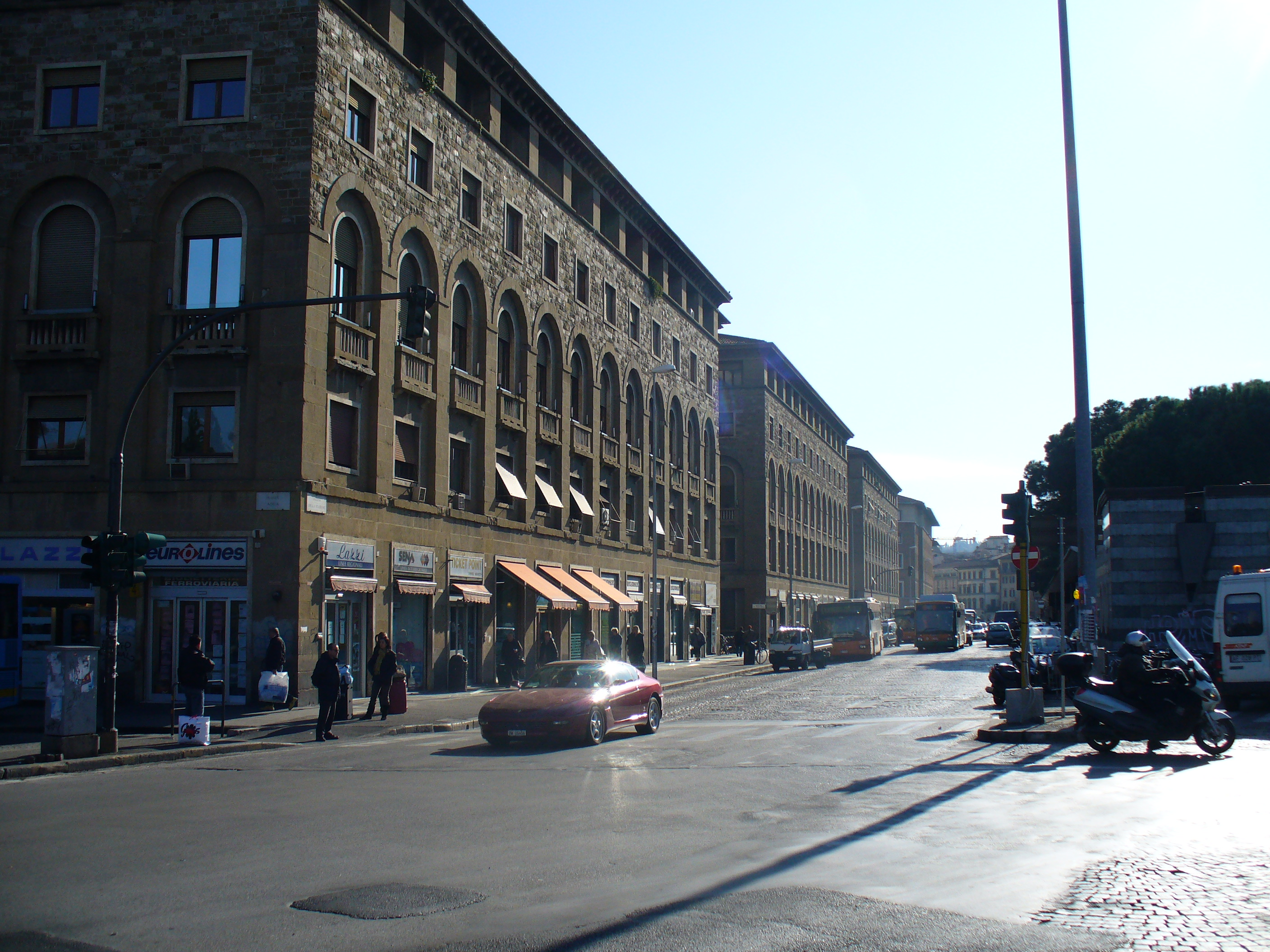
Edifici sulla Piazza

La Stazione Maria Antonia, inaugurata nel 1848, sorgeva molto a ridosso dell'abside della chiesa, tanto che per la sua costruzione erano state sacrificate quattro cappelle del complesso. 
Dal 1931 si iniziò a pensare a una nuova stazione che potesse gestire il sempre crescente numero di passeggeri, incrementato anche dalla chiusura della stazione Leopolda, e che quindi facesse da centro del sistema ferroviario toscano e con connessioni nazionali e internazionali.
Fu bandito un consorso pubblico nel quale risultò vincitore un gruppo di giovani architetti guidati da Giovanni Michelucci.
La nuova stazione, in posizione più arretrata, si caratterizzava per le linee sobrie e funzionali, interpretate con spirito funzionale secondo le esigenze di un moderno snodo ferroviario, il primo in Italia. Non mancarono le asperrime critiche al progetto, però oggi il giudizio generale tende a essere positivo. Un elemento di forza fu la scelta dei materiali: vetro, marmi pregiati, rame all'interno, mentre all'esterno si optò per la pietraforte, materiale tradizionale dell'architettura fiorentina, usato per esempio nell'antistante chiesa di Santa Maria Novella, ottenendo così un gradevole elemento di fusione tra antico e moderno.
Il grande piazzale antistante alla stazione fu definito per lo più nel periodo di costruzione della stazione e l'aspetto generale degli edifici risente soprattutto del déco del periodo fascista. A destra dell'abside di Santa Maria Novella si trova l'edificio della Scuola Marescialli e Brigadieri Carabinieri, inaugurato nel 1920 coprendo con un corpo unico una parte del convento domenicano che tutt'oggi è usato dalla caserma. Sulla facciata sono disposti alcuni pannelli scolpiti a bassorilievo sul corpo dell'Arma.

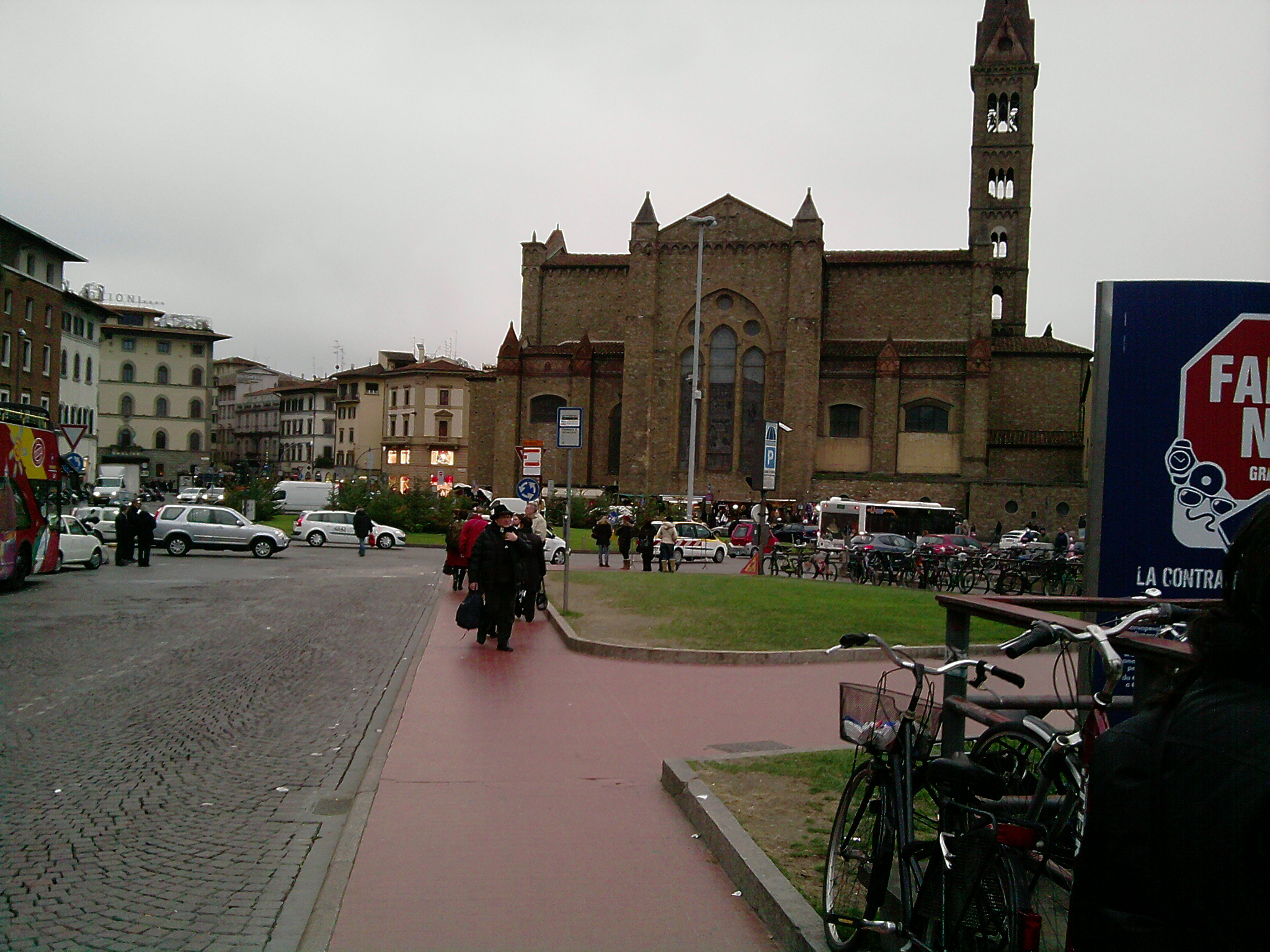
La piazza con l'abside di Santa Maria Novella e accanto l'inizio di Via Panzani

Il lato nord fu completamente ricostruito negli anni trenta ed esistono fotografie che ritraggono le demolizioni di quel periodo. L'edificio più rilevante è il monumentale palazzo della Ina Assitalia che si trova in angolo con Largo Alinari, opera di Ugo Giovannozzi.
Sul finire degli anni ottanta la piazza venne modificata in previsione dei Mondiali di calcio Italia '90. Fu realizzato prima un passaggio pedonale interrato, poi un parcheggio sotterraneo e la pensilina per gli autobus sul lato nord della stazione. Questa pensilina in particolare, opera di Toraldo di Francia, è stata oggetto di dure critiche per come male si armonizzasse con le architetture circostanti (essendo stata creata in marmi bianchi e neri non toscani): oltre a impedire la visione del lato della stazione, era diventata un punto di degrado con zone tagliate fuori dal passaggio pedonale occupate da senzatetto e piccola criminalità. Più volte sono state avanzate richieste per la sua demolizione che, infine, è avvenuta nell'agosto 2010.